# Dombóvár
Dombóvár là một thành phố thuộc hạt Tolna, Hungary. Thành phố này có diện tích 78,48 km², dân số năm 2010 là 19896 người, mật độ 254 người/km².